# 君は何をおしえてくれた
「君は何をおしえてくれた」（きみはなにをおしえてくれた）は、日本の歌手である松崎しげるが1971年に発表した楽曲である。

## 解説
本曲は1971年、江崎グリコから発売された商品『グリコアーモンドチョコレートX.O』のコマーシャルソングとして制作されたものである。そのグリコアーモンドチョコレートX.Ｏのコマーシャルではその当時アイドル的人気を誇っていた俳優の近藤正臣が起用され、60秒のコマーシャルの映像の中で本曲が効果的に使われたことが大きな反響を呼んだ。
現代では企業が商品のコマーシャルを制作する際に「レコード会社とタイアップして、商品のイメージに沿った楽曲（イメージソング）も制作する」ことはもはや常識となっているが、江崎グリコではその魁となったのは本曲が使用された近藤正臣出演の『グリコアーモンドチョコレートX.O』のコマーシャルであったとしている。この近藤正臣出演のCMフィルムは現存しており、テレビ番組でも度々紹介されることがある。
松崎しげるは本曲のスマッシュ・ヒットをきっかけに世に知られるようになり、「黄色い麦わら帽子」「私の歌」「愛のメモリー」など1970年代の江崎グリコCMソングを担当、“CMソングの帝王”と呼ばれるようになる。

## 収録曲
（全作詞：阿久悠、作曲：小林亜星、編曲：小杉仁三）
1. 君は何をおしえてくれた[注釈 1]（E-1040）
2. ある感動